# Taphios
Taphius ou Taphios (en grec ancien :  (en grec ancien : Τάφιος) est un personnage de la mythologie grecque, fondateur et roi de la ville de Taphos sur l'île du même nom.. Il donna également son nom aux Taphiens, un peuple qui habitait Taphos et les îles voisines, qui faisaient partie du royaume d'Ulysse à l'époque de la guerre de Troie.

## Famille
Selon une généalogie, Taphios était le fils de Poséidon et d'Hippothoé (fille de Mestor, lui-même fils de Persée). Cependant, selon une autre généalogie, le père de Taphios était Ptérélaos (en), le fils de Lelex (lui-même fils de Poséidon), qui régna en Acarnanie. Les deux versions s'accordent sur le fait que Taphios avait un fils, également appelé Ptérélaos (« Ptérélaus II ») qui fut immortalisé par Poséidon qui lui planta un cheveu d'or sur la tête.

## Mythologie
Hippothoé, fille de Mestor et petite-fille de Persée, fut enlevée par Poséidon, le dieu des mers, qui la conduisit aux îles Échinades où il eut des rapports sexuels avec elle. C'est là qu'elle conçut Taphios, qui colonisa Taphos et appela le peuple Téléboéen, car il s'était éloigné de sa terre natale (« telou ebē »  τηλοῦ ἔβη signifie « il est allé loin »).